# Zdeněk Lubenský
Zdeněk Lubenský (* 3. prosince 1962, Kutná Hora) je bývalý československý a později český atlet, jehož specializace byla skok o tyči. Jeho největšími úspěchy jsou dvě šestá místa, kterých dosáhl na halovém ME 1986 v Madridu a na ME v atletice 1986 ve Stuttgartu.
Československo reprezentoval na letních olympijských hrách v Soulu 1988, kde skončil ve finále jedenáctý. Je trojnásobným účastníkem mistrovství světa. Na domácích mistrovstvích posbíral šest titulů mistra Československa pod širým nebem (1985 – 1989, 1991) a je prvním mistrem České republiky (1993). Je rovněž trojnásobným halovým mistrem Československa (1986, 1989, 1992).
V současné době je ředitelem atletického vícebojařského mítinku TNT Express Meeting, který se koná od roku 2007 na kladenském stadionu Na sletišti. Je také ředitelem tyčkařského exhibičního mítinku Kutnohorská laťka, který se koná každoročně od roku 2004 v blízkosti chrámu sv. Barbory.

## Úspěchy
| Rok  | Závod                              | Místo              | Umístění    | Výkon  |
| ---- | ---------------------------------- | ------------------ | ----------- | ------ |
| 1985 | Světové halové hry 1985            | Paříž, Francie     | 13.         | 5,00 m |
| 1986 | Halové ME v atletice 1986          | Madrid, Španělsko  | 6. =        | 5,30 m |
| 1986 | Mistrovství Evropy v atletice 1986 | Stuttgart, Německo | 6.          | 5,55 m |
| 1987 | Mistrovství světa v atletice 1987  | Řím, Itálie        | –           | NM     |
| 1988 | Letní olympijské hry 1988          | Soul, Jižní Korea  | 11.         | 5,50 m |
| 1991 | Mistrovství světa v atletice 1991  | Tokio, Japonsko    | kvalifikace | 5,40 m |
| 1993 | Mistrovství světa v atletice 1993  | Stuttgart, Německo | kvalifikace | 5,25 m |

Vysvětlivky: NM ve finále nepřekonal základní výšku

### Osobní rekordy
- hala – 565 cm – 15. února 1992, Praha
- venku – 573 cm – 13. září 1987, Praha